# George Ward Hunt

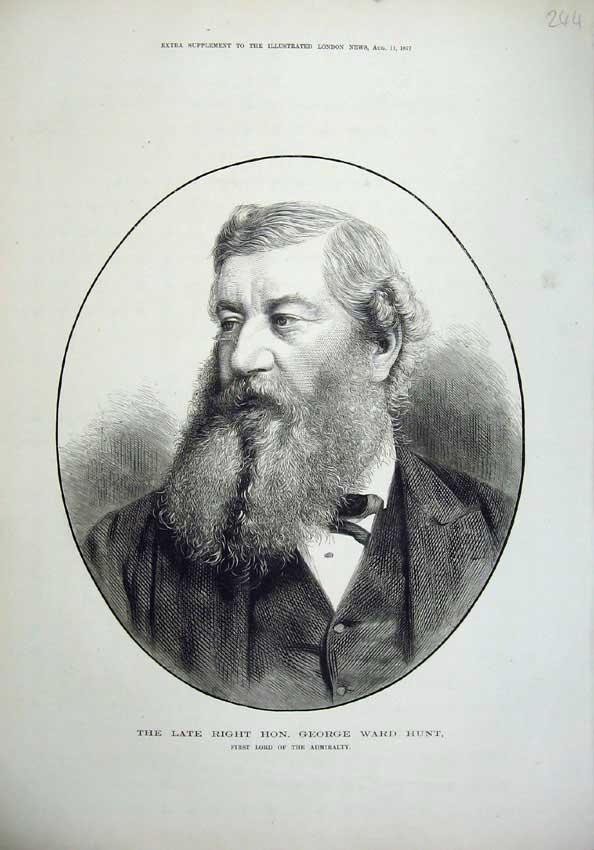
George Ward Hunt

George Ward Hunt (* 30. Juli 1825 in Buckhurst Park in Winkfield, Berkshire; † 29. Juli 1877 in Homburg vor der Höhe, Hessen-Nassau) war ein britischer Politiker und Staatsmann des 19. Jahrhunderts, der als Mitglied der Conservative Party verschiedene hochrangige Positionen in der britischen Regierung innehatte, darunter die des Schatzkanzlers und des Ersten Lords der Admiralität. Hunts politische Karriere erstreckte sich über zwei Jahrzehnte, in denen er sich von einem Abgeordneten zu einem einflussreichen Kabinettsmitglied entwickelte. Trotz seiner bemerkenswerten Laufbahn war Hunts Leben auch von gesundheitlichen Herausforderungen und einer Reihe von Kontroversen in seiner Amtszeit als Leiter der Royal Navy geprägt.

## Frühe Jahre und Ausbildung
George Ward Hunt wurde 1825 in Buckhurst Park in Winkfield, Berkshire, als ältester Sohn des Reverend George Hunt aus Winkfield und dessen Ehefrau Emma Gardiner, Tochter von Samuel Gardiner aus Coombe Lodge in Oxfordshire, geboren. Sein Vater war zunächst Pfarrer in Barningham und später in Boughton.
Seine schulische Ausbildung erhielt Hunt am renommierten Eton College, wo er von 1841 bis 1844 Schüler war. Im Anschluss immatrikulierte er sich am 31. Mai 1844 am Christ Church College der Universität Oxford. Während seiner Studienzeit unternahm Hunt mehrere Bildungsreisen mit seinem Kommilitonen Arthur Hugh Clough: 1845 nach Grasmere, 1846 nach Castleton of Braemar und 1847 nach Drumnadrochit am Loch Ness. In Cloughs Gedicht The Bothie of Toper-na-fuosich wird Hunt mit der übergroßen Figur des Hobbes in Verbindung gebracht. Hobbes tanzt darin in einem Kilt, und Hunt malte später ein Selbstporträt, auf dem er einen Kilt trägt.
Hunt schloss sein Studium 1848 mit dem Bachelor of Arts ab. 1851 erwarb er zudem den Grad eines Master of Arts. Am 21. November desselben Jahres wurde er als Barrister am Inner Temple zur Anwaltschaft zugelassen. In der Folgezeit arbeitete Hunt als Anwalt und schloss sich dem Oxford Circuit an.
Obwohl Hunt zunächst eine juristische Laufbahn einschlug, zeigte sich schon früh sein Interesse für die Politik. Bereits in den 1850er Jahren bewarb er sich mehrfach um einen Sitz im britischen Unterhaus, zunächst jedoch ohne Erfolg. Seine juristischen Studien und seine Tätigkeit als Anwalt traten dabei zunehmend in den Hintergrund.
Hunts akademische Ausbildung wurde später noch durch die Verleihung eines Ehrendoktortitels (Doctor of Civil Law) der Universität Oxford am 21. Juni 1870 ergänzt.

## Karriere

### Aufstieg in Regierungsämter
George Ward Hunt begann seine juristische Karriere 1851, als er als Barrister zugelassen wurde. Nach mehreren erfolglosen Versuchen, ins Parlament gewählt zu werden, gelang ihm 1857 schließlich der Einzug ins Unterhaus als Abgeordneter für North Northamptonshire. Als Abgeordneter schloss sich Hunt der Conservative Party.
Ein wichtiger Schritt während Hunts politischem Aufstieg war die Durchsetzung eines Viehseuchegesetzes gegen den Regierungsentwurf, mit dem er die Interessen der ländlichen Bevölkerung vertrat. Dies verschaffte ihm Ansehen innerhalb seiner Partei. 1866 wurde Hunt dann zum Secretary to the Treasury in der Regierung von Lord Stanley ernannt. In dieser Position arbeitete er eng mit dem damaligen Schatzkanzler (Chancellor of the Exchequer) Benjamin Disraeli zusammen.
Als Disraeli im Februar 1868 selbst Premierminister wurde, berief er Hunt überraschend zum neuen Schatzkanzler. Hunt wurde damit zum Finanzminister Großbritanniens und Mitglied des Kabinetts. Allerdings konnte er dieses Amt nur für kurze Zeit ausüben, da die konservative Regierung bereits im Dezember 1868 wieder zurücktreten musste.

### Erster Lord der Admiralität
George Ward Hunt war von 1874 bis 1877 Erster Lord der Admiralität im zweiten Kabinett von Benjamin Disraeli. In dieser Position war er der politische Leiter der Royal Navy und oberster ziviler Beamter der Admiralität, damit verantwortlich für Leitung und Kontrolle der Admiralität sowie die allgemeine Verwaltung des Marinedienstes.
In seiner Amtszeit setzte sich Hunt für eine Expansion der Flotte ein und führte von 1874 bis 1877 erfolgreich eine Kampagne für erhöhte Marinebudgets durch. Allerdings war seine Zeit an der Spitze der Admiralität auch von einer Reihe von Marinekatastrophen überschattet. So musste Hunt 1875 den Verlust des Schlachtschiffs HMS Vanguard nach einer Kollision und 1876 eine Explosion mit Todesopfern auf der HMS Thunderer während Erprobungsfahrten verantworten.
Hunts Amtsführung als Erster Lord wurde lange Zeit kritisch gesehen, diese Einschätzung hat sich in der jüngeren Forschung jedoch gewandelt. Trotz gesundheitlicher Probleme blieb Hunt bis kurz vor seinem Tod im Amt. Noch am 4. April 1877 hielt er im Unterhaus eine energische Rede zur Verteidigung der Türkei gegen Russland, was Premierminister Disraeli als Wiedergutmachung für frühere Fehler wertete.

### Weitere politische Ämter
Hunt war von 1866 bis 1877 Vorsitzender der Vierteljahressitzungen für Northamptonshire. 1873 wurde er außerdem zum Vorsitzenden der Landwirtschaftskammer von Northampton gewählt. Am 29. Februar 1868 wurde Hunt als Mitglied des Privy Council vereidigt.
In seiner Funktion als Schatzkanzler zeigte Hunt finanzielle Fähigkeiten. Seine Amtszeit als Erster Lord der Admiralität war dagegen von einer Reihe von Unglücksfällen geprägt. Es wird vermutet, dass die Misserfolge in seinem Ressort seinen frühen Tod beschleunigten.

## Persönliches Leben und Tod
George Ward Hunt führte ein bewegtes Privatleben, das von seiner Ehe und großen Familie geprägt war. Im Jahr 1857 heiratete er Alice Eden, die Tochter des Bischofs Robert Eden von Moray, Ross und Caithness. Aus dieser Ehe gingen insgesamt zehn Kinder hervor – fünf Söhne und fünf Töchter. Einer seiner Söhne, Sir Allen Thomas Hunt, schlug später eine Karriere bei der Royal Navy ein und brachte es dort bis zum Admiral.
Hunt war für seine imposante Statur bekannt. Er litt an Gicht und war stark übergewichtig, was zu der Anekdote führte, dass für ihn ein halbkreisförmiger Ausschnitt am Kopfende des Konferenztisches im Sitzungssaal der Admiralität geschaffen werden musste, der bis heute existiert. Seine Körperfülle soll laut Disraeli etwa 25 Stone (ca. 159 kg) betragen haben.
Als Wohnsitz diente Hunt das Anwesen Wadenhoe House in der Grafschaft Northamptonshire. Dort verbrachte er vermutlich einen Großteil seiner Zeit, wenn er nicht gerade in London seinen politischen Verpflichtungen nachging.
Gegen Ende seines Lebens verschlechterte sich Hunts Gesundheitszustand zusehends. Die Gicht, unter der er schon länger litt, machte ihm immer mehr zu schaffen. Am 23. Juni 1877 reiste er zur Behandlung nach Homburg vor der Höhe in der preußischen Provinz Hessen-Nassau. Dort verstarb George Ward Hunt schließlich am 29. Juli 1877, einen Tag vor seinem 52. Geburtstag, an den Folgen seiner Gichterkrankung. Er wurde bereits am nächsten Morgen auf dem englischen Friedhof in Homburg beigesetzt.
Seine Ehefrau Alice überlebte ihn um viele Jahre und starb erst 1894. Mit seinem frühen Tod im Alter von nur 51 Jahren hinterließ Hunt eine große Familie mit zehn noch relativ jungen Kindern.

## Trivia
Die Insel Ward Hunt Island vor der Küste von Ellesmere Island in Kanada trägt seinen Namen. Das dort befindliche Ward-Hunt-Schelfeis, 1876 von Pelham Aldrich beobachtet, ist Gegenstand von Forschungen zur globalen Erwärmung.